# Руй Кампос
Руй Кампос (порт. Rui Campos, 2 серпня 1922, Сан-Паулу — 2 січня 2002, Сан-Паулу) — бразильський футболіст, що грав на позиції захисника, зокрема, за клуб «Сан-Паулу», а також національну збірну Бразилії.
Чотириразовий переможець Ліги Пауліста. У складі збірної — дворазовий володар Кубка Ріу-Бранку. переможець чемпіонату Південної Америки.

## Клубна кар'єра
Народився 2 серпня 1922 року в місті Сан-Паулу. Вихованець футбольної школи клубу «Сантус».
У дорослому футболі дебютував 1942 року виступами за команду «Бонсусессо». 
Протягом 1942—1944 років захищав кольори «Флуміненсе».
Своєю грою за останню команду привернув увагу представників тренерського штабу клубу «Сан-Паулу», до складу якого приєднався 1944 року. Відіграв за команду із Сан-Паулу наступні вісім сезонів своєї ігрової кар'єри. Більшість часу, проведеного у складі «Сан-Паулу», був основним гравцем захисту команди.
Протягом 1952 року захищав кольори «Бангу».
Завершив професійну ігрову кар'єру у клубі «Палмейрас», за команду якого виступав протягом 1953—1954 років.

## Виступи за збірну
1944 року дебютував в офіційних матчах у складі національної збірної Бразилії. Протягом кар'єри у національній команді, яка тривала 7 років, провів у її формі 28 матчів, забивши 2 голи.
У складі збірної був учасником Чемпіонату Південної Америки 1945 року у Чилі, де разом з командою здобув «срібло», Чемпіонату Південної Америки 1946 року в Аргентині, де разом з командою здобув «срібло», Чемпіонату Південної Америки 1949 року у Бразилії, здобувши того року титул континентального чемпіона.
У складі збірної був учасником чемпіонату світу 1950 року у Бразилії, де разом з командою здобув «срібло», зігравши з Швейцарією (2-2).
Помер 2 січня 2002 року на 80-му році життя у місті Сан-Паулу.

## Титули і досягнення
- Переможець Ліги Пауліста (4):

«Сан-Паулу»: 1945, 1946, 1948, 1949
- Володар Кубка Ріу-Бранку (2): 1947, 1950
- Чемпіон Південної Америки: 1949
- Срібний призер Чемпіонату Південної Америки: 1945, 1946
- Віце-чемпіон світу: 1950